# Vanceboro
|  | Per a altres significats, vegeu «Vanceboro (Maine)». |

Vanceboro és una població del Comtat de Craven (Carolina del Nord) als Estats Units d'Amèrica. Segons el cens del 2008 tenia 849 habitants.

## Demografia
Segons el cens del 2000, Vanceboro tenia 898 habitants, 385 habitatges i 262 famílies. La densitat de població era de 201,6 habitants per km².
Dels 385 habitatges en un 38,7% hi vivien nens de menys de 18 anys, en un 44,9% hi vivien parelles casades, en un 21% dones solteres, i en un 31,7% no eren unitats familiars. En el 29,6% dels habitatges hi vivien persones soles el 15,3% de les quals corresponia a persones de 65 anys o més que vivien soles. El nombre mitjà de persones vivint en cada habitatge era de 2,32 i el nombre mitjà de persones que vivien en cada família era de 2,87.
Per edats la població es repartia de la següent manera: un 28,4% tenia menys de 18 anys, un 10,2% entre 18 i 24, un 27,4% entre 25 i 44, un 19,4% de 45 a 60 i un 14,6% 65 anys o més.
L'edat mediana era de 34 anys. Per cada 100 dones de 18 o més anys hi havia 62,8 homes.
La renda mediana per habitatge era de 30.655 $ i la renda mediana per família de 41.458 $. Els homes tenien una renda mediana de 29.306 $ mentre que les dones 22.308 $. La renda per capita de la població era de 14.327 $. Entorn del 16,5% de les famílies i el 18,3% de la població estaven per davall del llindar de pobresa.

## Poblacions més properes
El següent diagrama mostra les poblacions més properes.